# Borgwedel
Borgwedel (tiếng Đan Mạch: Borgvedel) là một đô thị thuộc huyện Schleswig-Flensburg, bang Schleswig-Holstein, Đức.